# Lorena Homar López
Lorena Homar López (nascida em 25 de maio de 1991) é uma nadadora paralímpica espanhola que disputa as provas da classe S6.

## Carreira
Lorena começou a nadar quando tinha quatro anos.
Em 2007, participou do Aberto de Berlim na Alemanha. Disputou, em 2010, o Campeonato Mundial do IPC, onde terminou em décimo nos 100 metros peito.
Representou a Espanha nos Jogos Paralímpicos de Verão de 2012 em Londres, onde disputou os 200 metros livre, prova na qual terminou em sétimo lugar com o tempo de 4:03:16.

## Vida pessoal
Atualmente reside em Palma de Maiorca.